# Michael Dubruiel
Michael Dubruiel (16. listopadu 1958 Keene, New Hampshire – 3. února 2009 Birmingham, Alabama) byl americký katolický bloger, novinář a spisovatel. Jeho manželka, spisovatelka Amy Welborn, patří k nejpopulárnějším katolicky orientovaným blogerům na světě.

## Život
Po čtyřletém působení v Armádě Spojených států získal bakalářský diplom v oboru filosofie na St. Meinrad College a poté magisterský diplom v oboru křesťanská spiritualita na Creighton University. Zemřel náhle na infarkt, který jej postihl během ranního cvičení.